# Rapport sur les affaires de l'Amérique du Nord britannique
Le Rapport sur les affaires de l'Amérique du Nord britannique, plus connu sous le nom de rapport Durham du nom de son auteur, est un document important de l'histoire du Québec, du Canada et de l'Empire britannique. Il est connu dans le monde anglophone comme un texte d'une importance majeure dans la création du Commonwealth. Dans le Canada-français, et particulièrement au Québec, le rapport est encore particulièrement controversé, notamment par ses appels à la disparition des Canadiens-français et à ses commentaires célèbres sur la nationalité canadienne-française, «sans histoire et sans culture.»

## Contexte
Alors que les derniers feux des combats de 1837 s’éteignent dans les ruines de Saint-Eustache et de Saint-Benoît, le gouverneur Gosford voit sa santé se dégrader et demande son rappel. Il est remplacé par intérim par le général en chef des forces de la colonie, Lord Colborne. Londres doit rapidement nommer un nouvel homme fort dans la colonie afin d'apaiser les conflits et d'enquêter sur les causes de la rébellion. Le choix se portera sur John George Lambton, vicomte puis comte de Durham. Ce choix ne peut être compris sans un retour sur la situation politique de la métropole britannique, où la situation de la colonie laurentienne n'est qu'un sujet parmi bien d'autres.
La tension est alors vive à la Chambre des Communes de Londres : le gouvernement du parti whig ne détient qu'une faible majorité en chambre. Les whigs sont, en résumé, des libéraux opposés à l'absolutisme royal. Le principal parti d'opposition est alors le parti tory, des conservateurs défendant un pouvoir royal fort. Jouant le rôle de pivot du parlement, le parti radical détient la balance du pouvoir. À gauche des whigs, les radicaux pourraient renverser le gouvernement s'ils s'alliaient avec les torys. Le gouvernement n'a donc comme seule solution que l'apaisement des radicaux.
Ils choisit donc d'éloigner leur chef et de l'occuper sous le prétexte d'une mission prestigieuse. Les patriotes avaient très bien saisi l'importance de l'appui des radicals et leur envoyé à Londres, John Arthur Roebuck, tentait depuis des années de démontrer que les patriotes et les radicals partageaient les mêmes buts politiques. Ce rapprochement fait de la gestion de la situation du Bas-Canada un véritable enjeu pour le gouvernement qui pourrait se voir renverser au sujet de cette petite colonie. Non pas que l'alliance soit avérée entre patriotes et radicals ou que le Bas-Canada soit d'une importance capitale pour l'Empire britannique : il s'agit avant tout d'un prétexte de politique intérieure. À la conclusion d'une mission diplomatique en Russie, l'encombrant chef des radicaux revient donc dans la capitale pour se voir affecter une mission encore plus lointaine. 
Initialement, sa nomination est très bien reçue par les Canadiens-français, traumatisés par la brutalité de la répression et espérant trouver en lui un protecteur contre les plus violents des loyalistes anglais de la colonie. Le journaliste Étienne Parent parle même d'un «nouveau messie venu effacer un nouveau péché originel». Les patriotes ayant cru pendant des années que la Grande-Bretagne finirait par se ranger à leurs arguments, cet espoir subsiste encore chez plusieurs malgré les combats de l'année précédente. Il leur faudra vite déchanter. Malgré quelques gestes de clémence à son arrivée et de grande déclaration d'impartialité, Lord Durham ne restera en tout et pour tout que 5 mois en Amérique du Nord. Il ne sort pas des grandes villes et ne reçoit que des membres de l'élite anglophone, notamment Adam Thom, connu pour la virulence de ses propos contre les Canadiens.

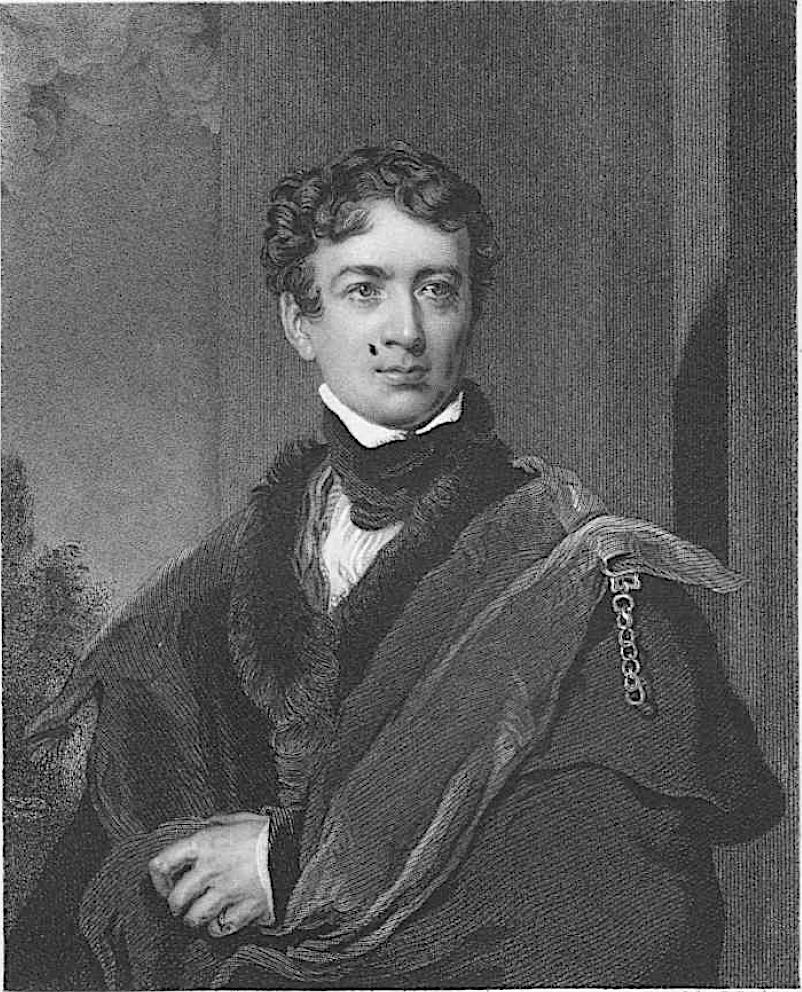
Lord Durham, auteur du rapport

## Enquête
Arrivé en Amérique du Nord, George Lambton reste deux journées entières enfermé dans sa cabine avant de débarquer. Il en profite pour recevoir plusieurs marchands anglophones et s'informer, par leur unique intermédiaire, de la situation dans la colonie. Alors qu’à son arrivée il annonce dans les journaux son intention d'agir avec «la plus stricte impartialité» , il ne reçoit que des adversaires déclarés de la cause patriote. Il ne quitte pour ainsi dire pas sa résidence officielle de Québec, ne passant que quelques jours à Montréal et Toronto ainsi que quelques heures aux États-Unis pour une visite officielle destinée à apaiser les tensions avec le grand voisin du sud et éviter tout appui aux patriotes exilés. Son mandat se termine abruptement : en désaccord avec Londres sur le sort des prisonniers patriotes en son pouvoir, il démissionne le 9 octobre 1838.

## Recommandations
Après quelques mois de travail, il dépose finalement son rapport devant le Parlement le 9 février 1839. Il est reçu assez froidement par les autorités londoniennes, mais provoque une commotion au Bas-Canada. Les Canadiens s'attendaient à le voir prendre leur défense et reconnaître la justesse de plusieurs de leurs revendications, au point qu'ils avaient été nombreux à venir le saluer lors de son départ. C'est tout le contraire qui se produit : 

« Mais aussi j'ai été convaincu qu'il existait une cause beaucoup plus profonde et plus radicale des dissensions particulières et désastreuses dans la province une cause qui surgissait des institutions politiques à la surface de l'ordre social une cause que ne pourraient corriger ni des réformes constitutionnelles ni des lois qui ne changeraient en rien les éléments de la société.
Cette cause, il faut la faire disparaître avant d'attendre le succès de toute autre tentative capable de porter remède aux maux de la malheureuse province. Je m'attendais à trouver un conflit entre un gouvernement et un peuple ; je trouvai deux nations en guerre au sein d'un même État : je trouvai une lutte, non de principes, mais de races. Je m'en aperçus : il serait vain de vouloir améliorer les lois et les institutions avant que d'avoir réussi à exterminer la haine mortelle qui maintenant divise les habitants du Bas-Canada en deux groupes hostiles: Français et Anglais. »

— Lord Durham
Le rapport peut se résumer dans cette déclaration. Pour le gouverneur, le coupable des troubles sur lesquels il doit enquêter est clair : le sentiment national des Canadiens français. Il considère que les plaintes qui pourraient paraître légitimes sur le régime politique britannique et ses abus ne sont pour lui que des diversions destinées à cacher le caractère racial du conflit. Il propose deux remèdes à cette situation.
- Assimiler les Canadiens français afin de faire disparaître leur «société caduque et stationnaire», ce «peuple sans histoire et sans littérature» et « dénué de tout ce qui peut donner de la vigueur et de l'élévation à un peuple». Progressiste, Lord Durham ne souhaite pas employer la violence, mais lentement faire disparaître le caractère français du Bas-Canada en le noyant dans un état à majorité anglo-saxonne. Il propose donc l'Union entre le Haut-Canada et le Bas-Canada, comptant que la mise en minorité des francophones et l'immigration anglophone suffiraient à garantir que «le Bas-Canada doit être maintenant, comme dans l'avenir, gouverné par une population anglaise».
- Accorder la responsabilité ministérielle une fois le caractère anglais de la province garanti. Dans son esprit, il s'agit de rendre acceptable moralement la disparition des Canadiens en accordant des droits à ceux qui accepteraient de s'assimiler. Entre-temps, il suggère le retrait des libertés accordées aux Bas-Canadiens d'origine française par l'Acte de Québec et l'Acte constitutionnel afin d'éliminer la possibilité de rébellions futures, à savoir le droit de vote et d'avoir leur mot à dire sur les affaires de la colonie. Ce gouvernement responsable aux pouvoirs néanmoins limités par son statut colonial, tout ce qui est politique extérieure restant entre les mains de la mère patrie. C’est en se basant sur les institutions de l’Angleterre que les problèmes canadiens seront résolus. Il faut aller jusqu’au bout de la représentativité que promettait la constitution de 1791; un pouvoir représentatif du peuple, tant et aussi longtemps que ce peuple est anglais.
Lord Durham n'est pas seul dans la rédaction de son rapport. Il faut compter avec l'aide des frères Buller : Charles et Arthur. Ils se pencheront sur  le système de distribution des terres, l’immigration, les institutions municipales et sur la situation de l’éducation au Bas-Canada. De nombreuses recommandations secondaires intégreront également le rapport et auront un certain impact sur le développement futur du Canada-Uni.
- Création d’une commission qui veillera au bon fonctionnement de la distribution et de la gestion des terres. Elle aurait pour mission de bien distribuer les terres, de régulariser les taxes pour l’amélioration des transports et de soutenir les immigrants, spécifiquement en offrant un crédit facile d'accès et à taux avantageux.
- L'absence d'institutions municipales organisées provoquant un grand nombre de problèmes de développement. Considérant que le caractère démocratique de ces institutions est incompatible avec l'infériorité des Canadiens, les commissionnaires avouent ne pas avoir eu le temps de trouver un système efficace aux maux et que la situation actuelle au lendemain des troubles rend la chose pratiquement impossible.
- Création d'un système d’éducation primaire obligatoire pour les 6 à 12 ans. Ce système devra être mixte religieusement et œuvrer à l'anglicisation progressive des Canadiens.

## Réactions contemporaines
La publication du rapport provoque de fortes réactions au Bas-Canada et chez les patriotes exilés.
La Colonial Association de Londres s'oppose en premier aux conclusions de Durham car elle les trouve trop clémentes envers les Canadiens. Elle se met même à proposer le retrait total de tout droit politique aux Canadiens, y compris le droit de vote et s'oppose également à toute idée d'accorder éventuellement la responsabilité ministérielle au Bas-Canada. Ces vues sont bientôt partagées par les Bureaucrates du Bas-Canada, se réjouissant de voir leurs positions adoptées à Londres.
De leur côté, les chefs patriotes, qu'ils soient en exil ou chez eux, commencent à répondre par la plume. Dans son Histoire de la résistance du Canada au gouvernement anglais, Louis-Joseph Papineau attaque durement Lord Durham et s'en prend particulièrement à l'idée que les Rébellions aient été une question ethnique. Il rappelle l'influence décisive de son bras droit irlandais, Edmund Bailey O'Callaghan, dans les succès électoraux du Parti patriote. Il oublie son inimitié avec Robert Nelson pour rappeler qu'il fut celui qui proclama la République du Bas-Canada. Il souligne également le rôle militaire des généraux des batailles de Saint-Denis et Saint-Charles : Wolfred Nelson et Thomas Storrow Brown. Se disant insulté de l'accusation, il rappelle également l'origine britannique des habitants du Haut-Canada soulevés en même temps contre les mêmes mesures. Étienne Parent, journaliste bien connu et sortant tout juste de prison, put quant à lui écrire que : «La cause principale des insurrections récentes ne se trouve pas écrite sur le papier, mais gravée dans le cœur d'un peuple exaspéré par ce qu'une caste dominatrice peut employer de plus provocant pour pousser un peuple au désespoir et avoir l'occasion de l'écraser». De nombreux autres exilés écriront leurs versions de l'histoire afin de répondre à Durham.  

## Historiographie et débats
Un rapport aussi controversé ne peut qu’attiser les débats historiographiques.
Pour les historiens libéraux de Grande-Bretagne, Durham fait figure de génie tutélaire de la démocratie dans les colonies, qui ne doivent leur liberté qu'au courage et à la vision de ce grand homme. Il fut l'inspiration derrière la création du Commonwealth et l'indépendance graduelle des colonies britanniques au sein de l'Empire.
Les historiens québécois et canadiens-français, au contraire, insistent sur le traitement des minorités colonisées au sein de l'Empire. Brunet présente le rapport comme une seconde conquête, visant à la création d'une British North America forte et culturellement homogène. Séguin démontre bien que la politique britannique vise à empêcher les Canadiens français de dominer un État. Les politiques varient entre l'assimilation ou la mise en minorité des Canadiens, condamnés à l'impuissance face au génie anglais. D'autres auteurs font la promotion de la vision grandiose du monde et du rôle providentiel joué par l’Angleterre de Lord Durham. Les Canadiens français n'étant que de simples victimes collatérales de cette vision.
Au Canada anglais, le rapport de Durham est considéré très positivement comme une nouvelle définition des rapports entre gouvernants et gouvernés. La dimension raciste du rapport est niée, Ajzenstat l'expliquant comme la simple volonté de s'élever au-dessus des différences nationales afin de créer un pays basé uniquement sur les valeurs libérales. Cette vision est d'ailleurs encore mise de l'avant par les théoriciens d'un Canada post-national.
Pour la gauche britannique et canadienne-anglaise, le rapport n'est qu'un nouvel exemple de la montée du capitalisme industriel. Le désir de voir un État autonome sur les rives du Saint-Laurent ne répond qu'à une intrigue mercantile et capitaliste.

## Conclusion
Durham démissionne le 29 septembre et est rapidement remplacé par Charles Edward Poulett Thomson, 1er baron Sydenham, qui sera responsable de mettre en application le projet d'union des deux provinces canadiennes. L'Acte d'Union et la fondation du Canada moderne sont directement inspirés du rapport Durham.
Son rapport est encore aujourd'hui objet de controverse. Dans le monde anglo-saxon, il s'agit d'un texte fondateur, présenté comme précurseur du gouvernement responsable et ayant profondément influencé la politique coloniale de l'Empire britannique. Il est d'ailleurs présenté ainsi dans les célèbres Minutes du Patrimoine produites par le gouvernement du Canada. Dans le Canada-français, et particulièrement au Québec, le rapport est encore aujourd'hui vu comme un pamphlet raciste et colonialiste.